# Карьерное (водохранилище)
Карьерное — водохранилище в Шелковском районе Чечни в 3 км от посёлка Парабоч.

## Описание
В 1941 году для строительства железной дороги Кизляр — Астрахань был создан карьер для выемки гравия. Дорога должна была связать Северный Кавказ с остальной территорией страны для поставки грозненской нефти фронту. Позже карьер был заполнен водой от Наурско-Шелковской оросительной системы.
Площадь озера составляет 0,12 км², глубина — 2 м. Котловина водоёма вытянутой формы: длина — 1,5 км, ширина — до 100 м. Водохранилище использовалось местным колхозом для разведения рыбы.
Имеет статус особо охраняемой природной территории республиканского значения, внесено в перечень как «Озеро Карьерное».